# オマーン平安日本庭園
オマーン平安日本庭園（オマーンへいあんにほんていえん、アラビア語: الحديقة اليابانية في عُمان、英語: Heian Japanese Garden in Oman）は、オマーンのマスカット近郊にある日本庭園（池泉回遊式）。

## 概要
首都マスカットから西に約60km、スィーブとバルカの中間にあるナシーム公園の一角に設けられている。2001年にカーブース国王即位30周年記念事業の一環として設立された。アラビア半島初の本格的な日本庭園である。

## 歴史

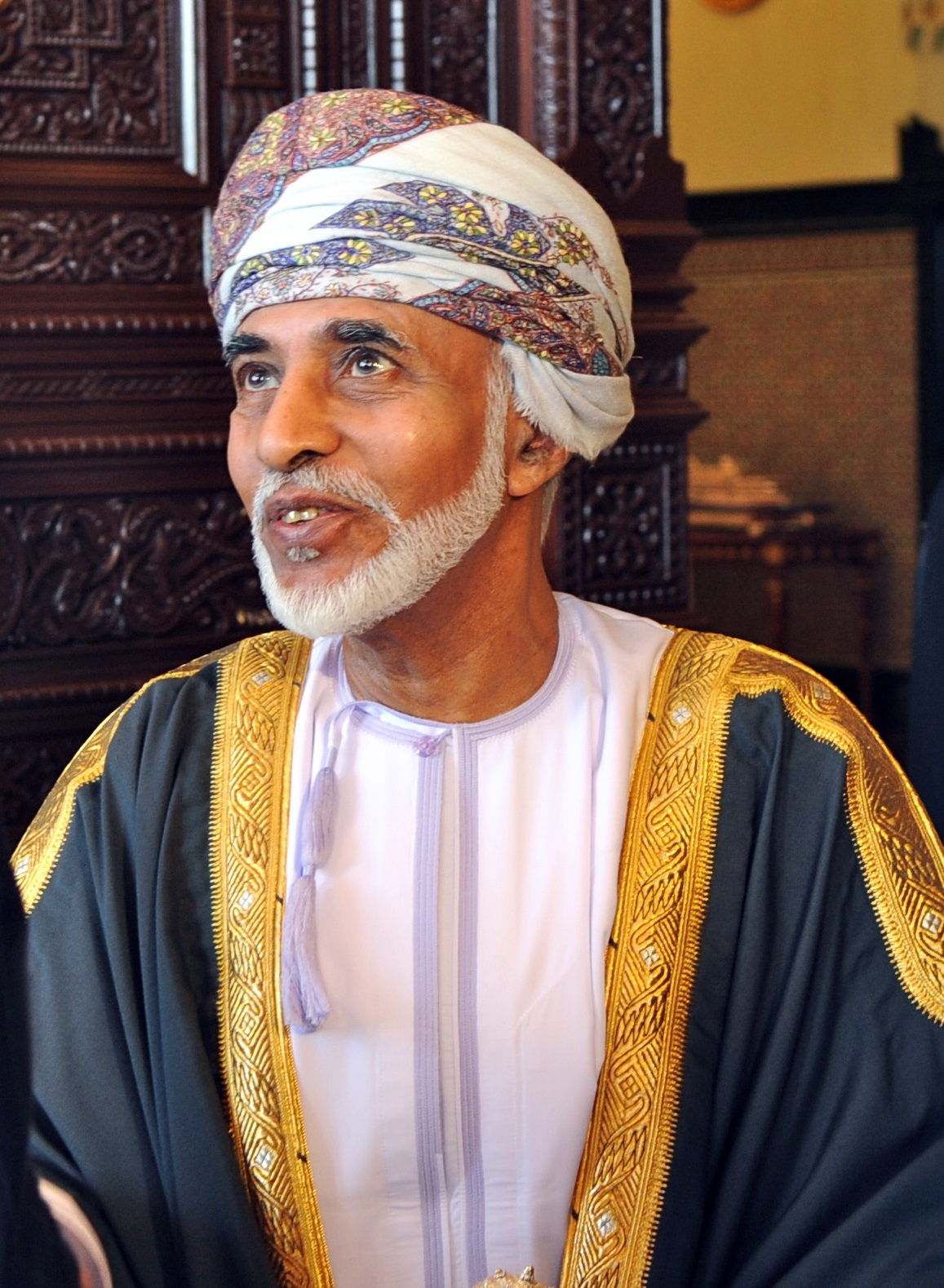
カーブース国王

1960年代以降、文化交流などの役割を持って大使館や日本文化会館に造られる日本庭園が増加し、姉妹都市・友好都市関係に基づく日本庭園も数多く存在する。在外公館に造られた例としては、在アメリカ大使館（1960年）、在オーストラリア大使館（1961年）、在インド大使館（1967年）、在タイ大使館（1967年）、在カンボジア大使館（1970年造園、2002年改修）、在韓国大使館（1971年）、在アメリカ日本大使公邸（1974年）、在シンガポール日本大使公邸（1990年）、在ベトナム大使館（1999年）、在レバノン大使館（2001年）、在イスラエル大使館（2002年）などがある。
1970年7月23日にはサラーラでカーブース・ビン・サイード国王が即位し、カーブース国王の下でオマーンは近代国家に生まれかわった。教育・医療・電気・水道・道路・通信などの分野が発展し、飛躍的な経済発展を遂げた。かつてはオマーン産原油の最大輸出国が日本だった。
オマーンは日本とは植生が大きく異なり、マスカット市内は夏場の気温が45℃から50℃にもなる。神長善次在オマーン日本国大使を中心にして、日・オマーンの友好の象徴となる、日本庭園の設立が計画された。カーブース国王の即位30周年記念事業の一つである。神永は中島寛久らの綜合庭園研究室に作庭を依頼し、オマーン日本庭園設立実行委員会が発足して1999年7月から計画が進められた。平坦な公園を掘削して池を作り、その際に出た土砂で5つの小山を築造した。遠景の男性的な山々や周囲の景観を庭園内に取り込む借景の技法も用いている。
2001年5月31日にはマスカット市長アブドゥッラー・ビン・アフマドの協力の下で平安日本庭園が開園し、翌6月1日に一般公開が開始された。2008年以後にはオマーン人の幼児が庭園内の池で溺れて死亡する事故があり、水が抜かれていた時期もあった。
神永は標高2000m超のアフダル山地にある農園にサクラを植樹する事業も行っている。神永の後任の森元誠二在オマーン日本国大使は2010年、マスカット市内の日本国大使館敷地内に適応性の強い「陽光」という品種のサクラを植樹した。弘法大師ゆかりの中国の西安市、バチカン市国のローマ法王庁、杉原千畝ゆかりのリトアニアのカウナスなどにも植樹されている品種である。2011年4月には大使館の庭に植えたサクラが初めて開花した。

## 特徴
平安日本庭園は7,500m2の広さを持つ。庭園の中心には太鼓橋が架けられた池など3つの池があり、池の周囲には滝、築山、東屋、十三重の塔、石灯籠、つくばいなどが配置されている。庭園内には計350トンの岩が配置されており、18トンもの重さを持つ最大の岩はルスタークのワジから運ばれた。十三重の塔や石灯籠はわざわざ日本から運ばれ、東屋は設計図を基にして現地の大工が製作した。ナシーム公園は週末になると家族連れでにぎわい、5000人から6000人もの人が訪れるという。マスカット市が庭園の管理を行っている。